# Xu Shuzheng

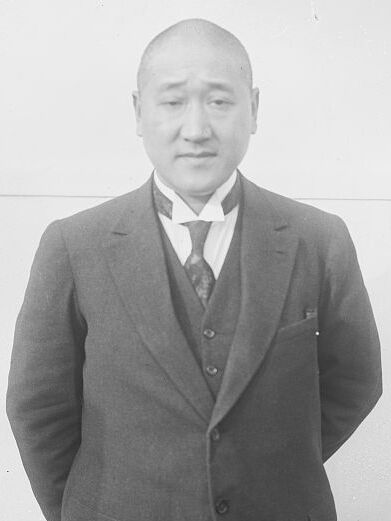
Xu Shuzheng

Xu Shuzheng (徐树铮T, 徐树铮S, Xu ShùzhēngP, Hsu Shu-ChengW; Contea di Xiao, 11 novembre 1880 – 29 dicembre 1925) è stato un generale cinese, signore della guerra nei primi anni del 1900.

## Biografia
Xu fu un subordinato e braccio destro di Duan Qirui e un importante membro della Cricca di Anhui durante il primo periodo della Repubblica di Cina governata dal Governo Beiyang dei signori della guerra cinesi
La sua più grande impresa fu quando nell'ottobre 1919, agli ordini di Duan, invase la Mongolia e la occupò, per venire in aiuto al barone Roman von Ungern-Sternberg nella lotta all'Armata Rossa russa e ai comunisti mongoli. L'importante operazione bellica fu accolta con favore da alcuni signori della guerra e anche da Sun Yat-sen, leader del Kuomintang e del Governo nazionalista ma al contrario il potente signore della guerra mancese Zhang Zuolin, leader della Cricca del Fengtian la condannò perché un esercito così grande a lui nemico a ridosso dei territori sotto il suo controllo, metteva in pericolo la sua egemonia. Lo stesso valse per Cao Kun e Wu Peifu, importanti esponenti della Cricca di Zhili, nemica della Cricca di Anhui, che fecero pressioni sul presidente Xu Shichang per licenziare Xu. Così avvenne nel luglio 1920. Xu a quel punto tornò in Cina con le sue forze per combattere nella Guerra Zhili-Anhui, guerra da cui la Cricca di Anhui uscì sconfitta.  

Nel frattempo le truppe cinesi rimaste in Mongolia ad occupare il territorio furono battute nel giugno 1921 dai bolscevichi e la campagna terminò.
Sconfitto, Xu, si ritirò e il suo esercito fu sciolto. Fu inviato all'inizio degli anni '20 in Italia in una missione diplomatica cinese, anche per allontanarlo dalla Cina. Poté tornare nel 1924 dopo il reinsediamento di Duan come Capo Esecutivo della Cina a seguito della sconfitta della nemica cricca di Zhili nella Seconda guerra Zhili-Fengtian.
Nel dicembre 1925 mentre viaggiava in treno da Pechino a Shanghai fu rapito e il giorno seguente ucciso per ordine di Feng Yuxiang. Duan si ritrovò così senza un potente alleato.